# ولفگانگ لویتسل
ولفگانگ لویتسل (انگلیسی: Wolfgang Loitzl؛ زادهٔ ۱۳ ژانویهٔ ۱۹۸۰) اسکی‌باز پرش اهل اتریش است.